# Julio, felices por siempre
Julio, felices por siempre es una comedia romántica uruguaya de 2022, dirigida por Juan Manuel Solé.

## Argumento
Un joven frustrado con su vida se emplea como guía turístico en Colonia del Sacramento, allí conoce a una norteamericana que llega por error. Luego de un intenso día juntos, ella se va y comienzan una problemática relación online.

## Reparto
- Chepe Irisity como Julio Rodríguez
- Daryna Butryk como Claire
- Cristina Morán como Abuela
- Roberto Suárez como Jefe
- Moncho Licio como Ramón
- Josefina Trías como Blanca
- Florencia Colucci como Laura
- Juancho Saraví como Viejo
- Piero Dáttole como Líder de la comunidad
- David Roizner como Traductor
- Anthony Fletcher Agente del FBI
- Pato Pazos como Pablo